# شورش‌های ۱۹۹۰ دوشنبه
ناآرامی‌های سال ۱۹۹۰ دوشنبه به شورش‌های ضد دولتی در شهر دوشنبه، پایتخت تاجیکستان گفته می‌شود که از ۱۲ تا ۱۴ فوریه، ۱۹۹۰ ادامه یافت.

## تاریخچه
در سال ۱۹۸۸، در دوران پس از کشتار سومقاییت و شورش ضد ارمنی آذربایجان، ۳۹ پناهنده ارمنی به طور موقت در شهر دوشنبه اسکان داده شدند. در سال ۱۹۹۰، شایعه هجوم ارتش ارمنی موجب شورش در شهر دوشنبه شد. در این شایعه تعداد پناهندگان ارمنی ساکن در دوشنبه به ۲٬۵۰۰–۵٬۰۰۰ متغیر است. با توجه به شایعه ارامنه گفته می‌شود در خانه‌های جدید در شهر دوشنبه اسکان داده شدند که نشان دهنده کمبود مسکن در آن زمان است. با این وجود واقعیت این است که پناهندگان ارمنی در خانه‌های عمومی اسکان داده شده‌اند. تضمین عدم اسکان مجدد پناهندگان ارمنی توسط حزب کمونیست داده شد اما توسط مردم رد شد.
به زودی، تظاهرات جنبش ناسیونالیستی به خشونت کشیده شد. اصلاحات اقتصادی و سیاسی رادیکال توسط معترضان خواستار شد. ساختمان‌های دولتی، مغازه‌ها و کسب و کارهای دیگر حمله و غارت کردند. ارامنه، روسها و دیگر اقلیت‌های قومی حمله قرار گرفتند. سوء استفاده از زنان تاجیک که لباس‌های اروپایی پوشیده بودند نیز شدت گرفت. شورش توسط نیروهای شوروی که به شهر دوشنبه فرستاده بودند، سرکوب شد. در ۱۴ فوریه، ۱۹۹۰ ماخائف نخست وزیر تاجیکستان استعفا داد اما توسط کمیته مرکزی حزب کمونیست تاجیکستان پذیرفته نشد.
در طول شورش دوشنبه، ۲۶ نفر کشته و ۵۶۵ نفر زخمی شدند. در میان فعالان جوانان تاجیک محکوم برای شرکت در شورش یک وزیر آینده تاجیکستان یعقوب سلیموف بود. در مقیاس کوچکتر حوادث ضد ارمنی دیگری نیز در دیگر جمهوری‌های آسیایی ثبت شده است.